# Вилијам Вордсворт
Вилијам Вордсворт (Кокермоут, Кумберленд, 7. април 1770 — Камберленд, 23. април 1850) био је енглески романтичарски песник који је, заједно са Семјуелом Тејлором Колриџем допринео почетку романтизма у енглеској књижевности објављивањем заједничке збирке „Лирске баладе“ 1798. године. За најважније Вордсвортово дело сматра се „Прелудијум“, полуаутобиографска поема, коју је написао на почетку каријере и мењао и проширивао више пута. Поема је постхумно насловљена и објављена. Вордсворт је био британски Поет лауреатис од 1843. па све до смрти, 1850. Написао је Песме о Луси.

## Биографија
Вилијам Вордсворт је рођен 7. априла 1770. године у Кокермоуту у Камберленду, на северозападу Енглеске као друго од петоро деце Џона Вордсворта и Ени Куксон. Његов отац, са којим Вилијам није био близак, био је правни заступник грофа од Лонсдејла. Имао је добру библиотеку и сину је одмалена читао Шекспира, Милтона и Спенсера. Неко време Вордсворт је, са сестром Дороти, провео код деде и бабе по мајци у Пенриту – и од тада су он и Дороти нераздвојни. Када му је мајка умрла 1778. године, отац га је послао у Хокшејд, у тамошњу школу. Године 1787. објавио је своју прву песму, сонет, у „Европском магазину“. Исте године уписао је Сент Џон колеџ у Кембриџу. Године 1790. и 1791. путовао је Европом. У Француској је упознао Анету Валон, са којом је 1792. године добио кћи Каролину. Оставши без новца, а у вези са политичким тензијама између монархистичке Енглеске и републиканске Француске, идуће године се вратио у домовину, сам. Гласине су говоркале да није хтео да се ожени са Анетом – прошло је скоро десет година пре но што је поново видео њу и своју кћи. С друге стране, мемоаристи су говорили о његовој великој депресији због тога што је био одвојен од свог детета и Анете (између Енглеске и Француске избио је, у међувремену, и рат). Како било, он и Дороти су у Француску отпутовали тек 1802. године, после потписаног мира у Амијелу, и тамо посетили Анету и Каролину, да би регулисали питање његових финансијских обавеза према њима.
Године 1795. упознао је Колриџа, у Самерсету, и њих двојица су се одмах спријатељили. Године 1797. Вордсворт и Дороти су се одселили у Сомерсет, на неколико миља од Колриџове куће. Њих двојица су заједно 1798. објавили књигу „Лирске баладе“, полазиште романтичарског покрета. Касније, Вордсворт је допунио и променио своје песничке књиге, под истим називом; четврта, последња, објављена је 1805. године.
Године 1798. Вордсворт, Дороти и Колриџ отпутовали су у Немачку. Он и Дороти су се вратили у Енглеску, овог пута у Доув Котеџ код Грејсмера, заједно с песником Робертом Саудијем, у Лејк Дистрикту. Вордсворт, Колриџ и Сауди остали су познати као песници „Језерске школе“.
По повратку из Француске, после посете Анети и Каролини, Вордсворт се оженио својом другарицом из детињства Мери Хачинсон, са којом је имао петоро деце. Дороти је живела заједно с братовљевом породицом. Он је почео напорно да пише и његово име је постајало познато. Пријатељство с Колриџом западало је у кризу, због Колриџове зависности од опијума. Двоје од петоро његове деце умрло је 1812. године и он се, следеће године, с породицом и Дороти, одселио у Рајдел Моунт, у Амблесајду (између Грејсмера и Рајдел Вотера), где је остао до краја живота. Средином двадесетих поправио је односе са Колриџом, након смрти заједничког пријатеља, сликара Вилијема Грина. Напоредо с невољама (Доротина болест), стизале и почасти. Постао је почасни доктор универзитета Дарам и Оксфорд, а од 1842. додељивана му је и државна пензија. После смрти Роберта Саудија, 1843. године, проглашен је за Поета лауреатис-а. После смрти кћери Доре, 1847, престао је да пише.
Умро је од пнеумоније, 23. априла 1850. године, и сахрањен у цркви Светог Освалда у Грејсмеру. Његова удовица Мери објавила је његову дугачку аутобиографску „Песму Колриџу“ као Прелудиј неколико месеци након његове смрти. Иако није успео да заинтересује људе у то време, од тада је постао широко признат као његово ремек дело.

## Религијска и филозофска уверења
Вордсвортов младалачки политички радикализам, за разлику од Колриџовог, никада га није навео да се побуни против свог верског васпитања. Он је 1812. приметио да је вољан да пролије своју крв за успостављену Енглеску цркву, што се одразило у његовим Црквеним скицама из 1822. Овај религиозни конзервативизам такође боји Екскурзију (1814), дугачку песму која је постала изузетно популарна током деветнаестог века. Она има три централна лика: Луталица; Усамљеник, који је искусио наде и беде Француске револуције; и Пастор, који доминира последњом трећином песме.

### Вордсвортова поетска филозофија
Бехлер је указао на чињеницу да је Вордсворт желео да призове основно осећање које људско срце поседује и изражава. Он је преокренуо филозофско становиште које поседује С. Т. Колериџ, „стварајући ликове у таквом окружењу тако да јавност осећа да припадају удаљеном месту и времену“. И истина је да је филозофско остварење Вилијама Вордсворта омогућило да изабере језик и структурални образац поезије који обичан човек користи свакодневно. Курланд изражава да конверзацијски аспект језика настаје кроз друштвену нужност. Друштвена нужност поставља тему поседовања одговарајућег знања, интересовања и пристрасности и међу говорницима. Вилијам Вордсворт је користио разговор у својој поезији да допусти песниковом „ја“ да се стопи у „ми“. Песма „Растанак“ открива идентичну емоцију коју песник и његова сестра негују:
„Ми те остављамо овде у самоћи да боравиш/ Са овим нашим најновијим даровима нежне мисли;
Ти, као јутро, у свом шафранском капуту,/ Светла бела радо, и мочварни невену, збогом!“ (Л.19-22).
Такав разговорни тон опстаје кроз читаво песниково поетско путовање, што га позиционира као човека у друштву који говори о сврси заједништва са најобичнијом масом друштва. Поново, „Предговор лирским баладама“ је евиденција у којој песник изражава зашто пише и шта пише, и којој сврси ће то служити човечанству.

## У популарној култури
Композитор Алисија Ван Бурен (1860–1922) користила је Вордсвортов текст за своју песму „In Early Spring“.
Филм Кена Расела из 1978. William and Dorothy приказује однос између Вилијама и његове сестре Дороти.
Пријатељство Вордсворта и Колриџа испитује Џулијен Темпл у свом филму Pandaemonium из 2000. године.